# Christopher Daase
Christopher Daase (* 15. Januar 1962 in Hamburg) ist ein deutscher Politikwissenschaftler und Professor an der Goethe-Universität Frankfurt am Main. Er ist Programmbereichsleiter und stellvertretendes geschäftsführendes Vorstandsmitglied am Peace Research Institute Frankfurt – Leibniz-Institut für Friedens- und Konfliktforschung (PRIF).

## Leben und Wirken
Christopher Daase machte 1981 das Abitur am Christianeum in Hamburg und studierte Germanistik, Philosophie, Kunstgeschichte und Politikwissenschaft in Hamburg, Freiburg im Breisgau und Berlin. Im Rahmen eines Aufbaustudiums absolvierte er einen Gastaufenthalt als Fellow des SSRC-MacArthur Program in International Peace and Security an der Harvard-Universität. Im Jahr 1996 wurde er summa cum laude promoviert an der Freien Universität Berlin mit einer Arbeit über unkonventionelle Kriegführung. Für die Arbeit erhielt er 1997 den Ernst-Reuter-Preis.
Von 1994 bis 2000 war Daase Wissenschaftlicher Mitarbeiter am Otto-Suhr-Institut für Politikwissenschaft an der Freien Universität Berlin. Im Anschluss hatte er Forschungs- und Lehrpositionen in Belgien und dem Vereinigten Königreich inne. An der University of Kent at Canterbury lehrte Daase von 2001 bis 2004. Zudem war er Gastprofessor an der Vrije Universiteit Brussel (2001–2004) und Programmdirektor an der Brussels School of International Studies (2002–2004).
Im Jahr 2004 kehrte Daase nach Deutschland zurück. Von 2004 bis 2009 war er Inhaber des Lehrstuhls für Internationale Politik am Geschwister-Scholl-Institut der Ludwig-Maximilians-Universität München. Seit dem Sommersemester 2009 lehrt Daase als Professor für Internationale Organisation im Rahmen des Exzellenzclusters „Herausbildung Normativer Ordnungen“ der Goethe-Universität Frankfurt am Main und war von 2022 bis 2024 dort Dekan des Fachbereichs Gesellschaftswissenschaften. Daase ist seit 2009 am PRIF aktiv, wo er zunächst von 2009 bis 2017 Leiter des Programmbereichs II „Internationale Institutionen“ war. Seit 2016 leitet er den Programmbereich I „Internationale Sicherheit“.
Daase war bzw. ist in zahlreichen wissenschaftlichen Netzwerken, Zeitschriften und Einrichtungen tätig: Von 2005 bis 2010 sowie von 2015 bis 2018 war er geschäftsführender Herausgeber der Zeitschrift für internationale Beziehungen (ZIB). Er ist Mitglied in der Deutschen Vereinigung für Politische Wissenschaft (DVPW), wo er von 2012 bis 2015 Stellvertretender Vorsitzender war, und der Deutschen Gesellschaft für Politikwissenschaft (DGfP), wo er von 2009 bis 2011 den Vorsitz innehatte. Daase ist Projektleiter und Mitglied im Ausschuss Transfer des Forschungsinstituts Gesellschaftlicher Zusammenhalt (FGZ) und war Vorsitzender des wissenschaftlichen Beirats der Stiftung Wissenschaft und Politik (SWP) sowie Ko-Gründer der Arms Control Negotiation Academy (ACONA).
Seit 2022 ist Daase Mitglied des Beirats für Bildung und Öffentlichkeitsarbeit der Organisation für das Verbot chemischer Waffen (OPCW). Am PRIF leitet er unter anderem Forschungsprojekte zur Rüstungskontrolle, Terrorismus und (De)Radikalisierung. Außerdem ist er Principal Investigator in gemeinsamen Projekten des PRIF mit deutschen Universitäten: „ConTrust“, einer Forschungsinitiative mit der Goethe-Universität Frankfurt am Main zu Vertrauen im Konflikt und dem Forschungszentrum Transformations of Political Violence (TraCe), welches PRIF im Forschungsverbund mit vier deutschen Universitäten betreibt (Goethe-Universität Frankfurt am Main, Justus-Liebig-Universität Gießen, Philipps-Universität Marburg und Technischen Universität Darmstadt).
Daases Forschungsschwerpunkte sind die Theorien und Methoden der Internationalen Beziehungen, Sicherheitspolitik, Friedens- und Konfliktforschung sowie Internationale Organisationen.
Daase ist mit der Politologin Nicole Deitelhoff verheiratet und hat mit ihr drei Kinder.

## Schriften (Auswahl)
Monographien
- Kleine Kriege - große Wirkung. Wie unkonventionelle Kriegsführung die internationale Politik verändert (= Weltpolitik im 21. Jahrhundert. Bd. 2). Nomos Verlagsgesellschaft, Baden-Baden 1999, ISBN 3-7890-6208-1 (Zugleich: Berlin, Freie Universität, Dissertation, 1997).

Herausgeberschaften
- mit Nicole Deitelhoff, Antonia Witt: Rule in International Politics. Cambridge University Press, Cambridge 2023, ISBN 978-1-009-30771-0.
- mit Felix Anderl, Nicole Deitelhoff, Victor Kempf, Jannik Pfister, Philip Wallmeier: Rule and Resistance Beyond the Nation State. Contestation, Escalation, Exit. Rowman & Littlefield International, London/New York 2019, ISBN 978-1-78661-265-6.
- mit Nicole Deitelhoff, Ben Kamis, Jannik Pfister, Philip Wallmeier: Herrschaft in den Internationalen Beziehungen. Springer VS, Wiesbaden 2017, ISBN 3-658-16095-0.
- mit Susanne Feske, Ingo Peters: Internationale Risikopolitik. Der Umgang mit neuen Gefahren in den internationalen Beziehungen. Nomos Verlagsgesellschaft, Baden-Baden 2002, ISBN 3-7890-8154-X.
- mit Susanne Feske, Bernhard Moltmann, Claudia Schmid: Regionalisierung der Sicherheitspolitik. Tendenzen in den internationalen Beziehungen nach dem Ost-West-Konflikt (= Demokratie, Sicherheit, Frieden. Bd. 78). Nomos Verlagsgesellschaft, Baden-Baden 1993, ISBN 3-7890-3021-X.